# Bernhard Rösler

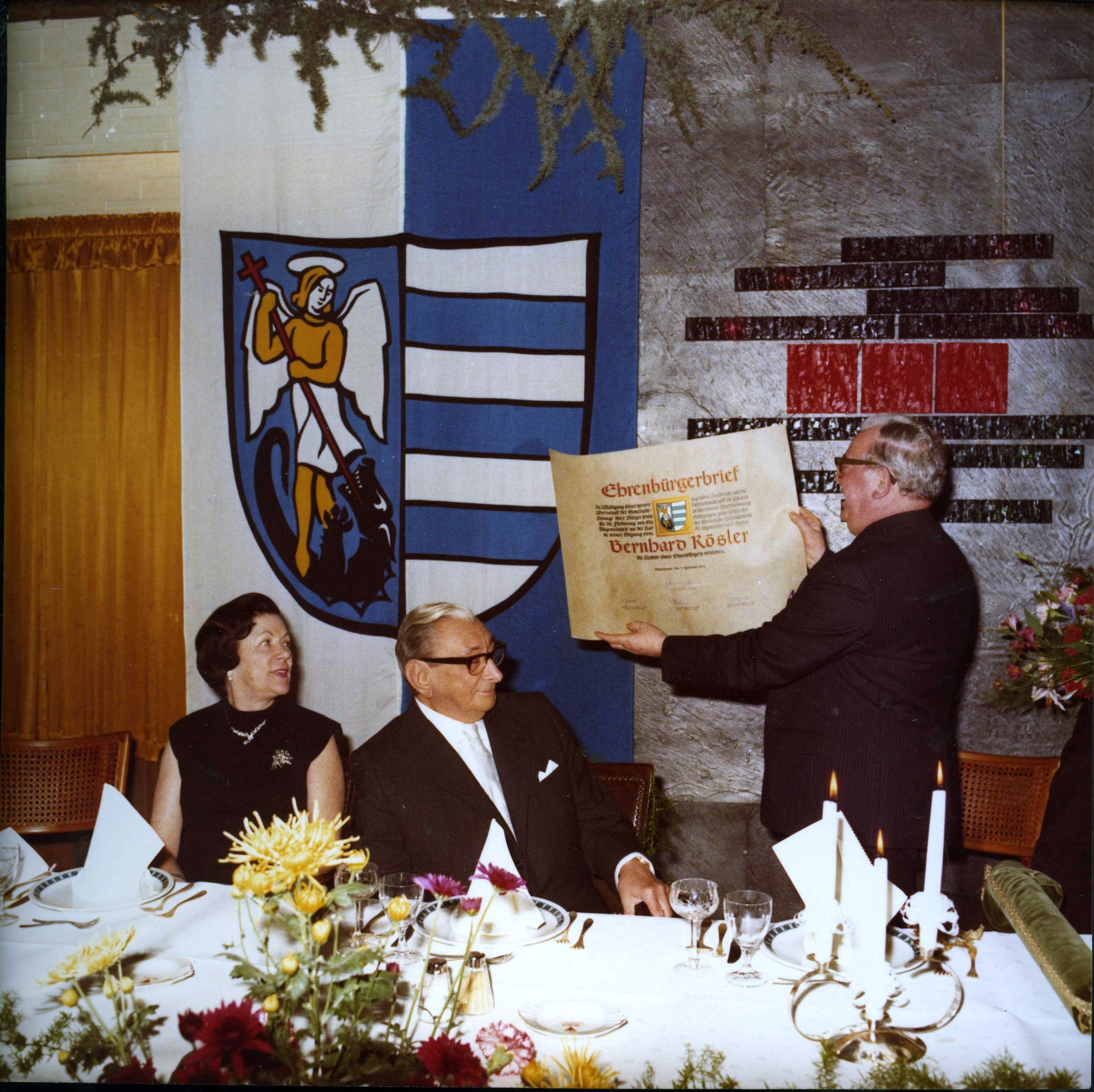
Der Bürgermeister von Schwalmtal Heinrich Jenissen (1906–1987) überreicht Bernhard & Joyce Rösler den Ehrenbürgerbrief.

Bernhard Heinrich Hubert Rösler (* 9. Juni 1906 in Essen; † 2. Dezember 1973 in Düsseldorf) war ein deutscher Unternehmer der Rösler Draht AG in Schwalmtal am Niederrhein.

## Tätigkeit für die Rösler Draht AG

Aktie über 1000 DM der Rösler Draht AG vom Januar 1951

Das Unternehmen wurde 1872 in Rüttenscheid von Jean Bernhard Rösler (* 22. Februar 1841 in Lippborg; † 20. August 1909 in Essen) als Handwerksbetrieb gegründet. Er war mit Elisabeth geb. Niermöller (* 18. Oktober 1852; † 30. Mai 1936) verheiratet. Sie hatten vier Söhne (u. a. Gustav Rösler (* 25. Dezember 1892 in Essen; † 16. März 1948) und Josef Rösler (* 8. September 1875 in Essen; † 8. Februar 1956)) und zwei Töchter. Josef Rösler ist der Vater von Bernhard.
Die Rösler-Draht AG wurde am 1. Dezember 1927 von den Söhnen des Gründers in Amern St. Georg aus einer bestehenden oHG, die seit 1919 unter der Leitung von Gustav Rösler in Essen gestanden hatte, in eine Kapitalgesellschaft umgewandelt. Die Rösler-Draht AG besaß zahlreiche Niederlassungen im Ruhrgebiet, im Rheinland und später im Ausland. Die Rösler Draht GmbH wurde von den Erben ihres Vaters 1910 in Essen gegründet und ging 1927 als weiterhin eigenständige Kapitalgesellschaft in der Rösler Draht AG auf.
Bis 1934 hielt sich Bernhard Rösler aus beruflichen Gründen im Auftrag seines Unternehmens längere Zeit in Südafrika auf (das Drahtwerk verkaufte u. a. Verzugsmatten für den Streckenausbau in Bergwerken). Dort lernte er seine spätere Ehefrau Ethel Joyce geb. Hill (* 22. Juli 1911; † 17. Mai 1978) kennen. Nach dem Tod seines Onkels Willy Rösler 1957 wurde er Hauptaktionär und Vorstandsvorsitzender der Aktiengesellschaft, deren Aktien sich vorwiegend im Familienbesitz befanden.

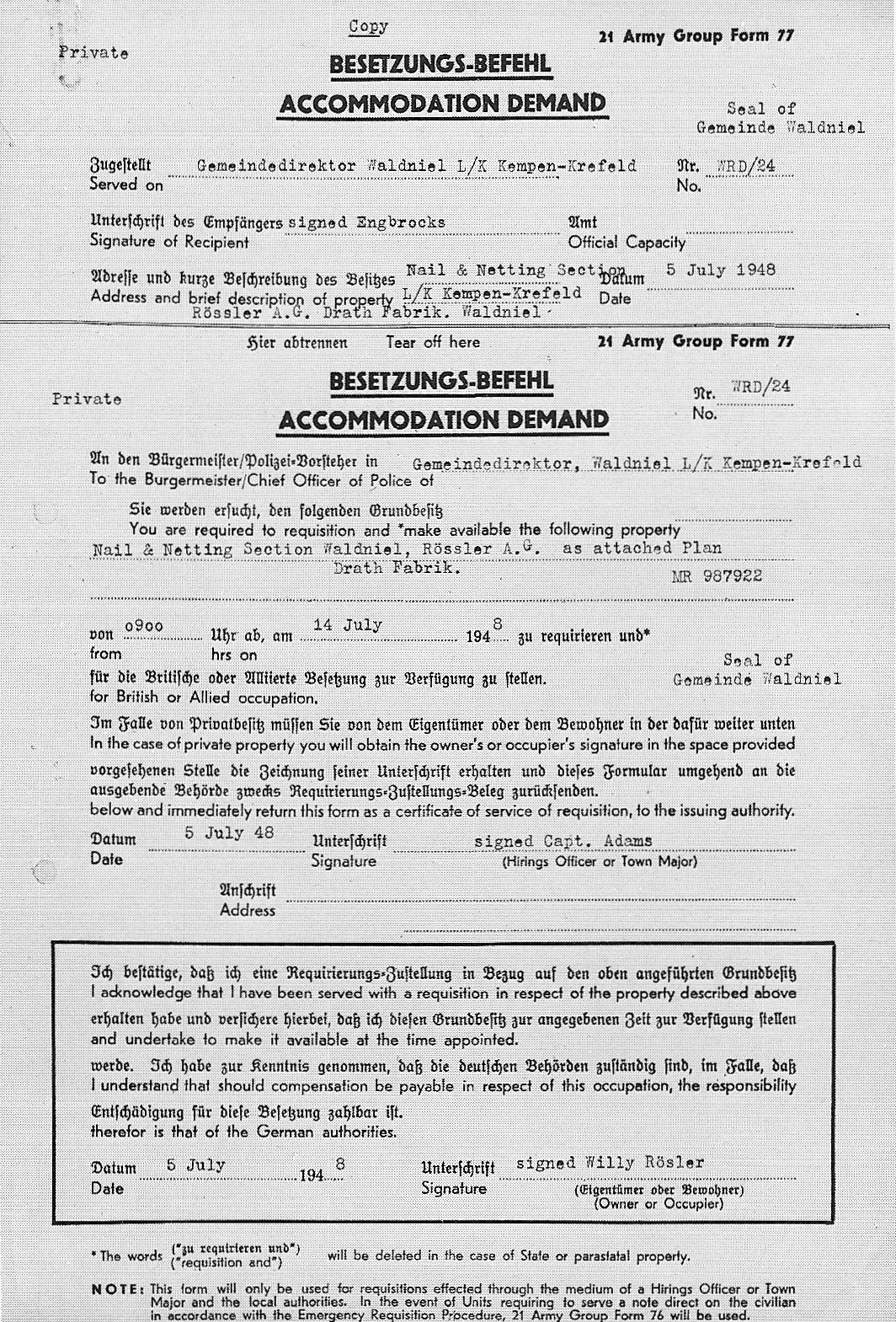
Besetzungsbefehl der britischen Besatzungsmacht 1948

### Nachkriegszeit
Das Zweigwerk Blerick bei Venlo in den Niederlanden wurde nach dem 2. Weltkrieg als „Feindvermögen“ von der dortigen Regierung beschlagnahmt und enteignet. Das Werksgelände in Waldniel wurde von der britischen Besatzungsmacht von 1948 bis 1959 für militärische Zwecke besetzt, damit fiel ein Hauptteil der Produktionsanlagen aus.

### Rösler-Siedlung

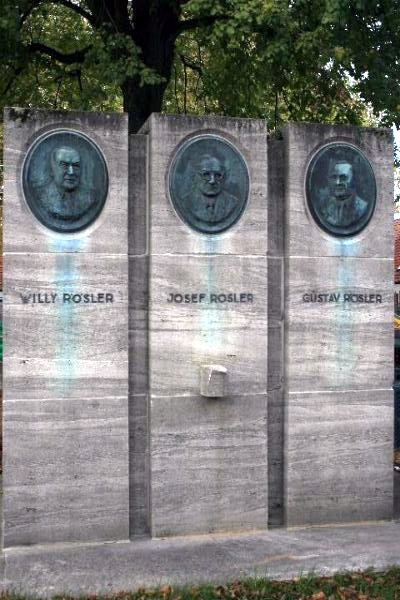
Das Denkmal für die Brüder Willy, Josef und Gustav Rösler, Elisabeth-Rösler-Straße in der gleichnamigen Siedlung.

Nach dem Unternehmen ist die Rösler-Siedlung in Waldniel benannt, die im Auftrag der Rösler-Draht AG von dem Architekten Carl Staudt geplant und ab 1934 für die Beschäftigten der Drahtfabrik errichtet wurde. Dieser Architekt erstellte auch das Rösler-Denkmal in dieser Siedlung, zuerst 1950 eine Stele für Gustav Rösler, um 1960 zwei weitere für seine Brüder. Den Namen Rösler trägt auch eine Turnhalle und ein Stadion im Schwalmtaler Ortsteil Amern. Die Bernhard-Rösler-Straße in Schwalmtal ist nach ihm und seinem Großvater benannt. Seine Großmutter ist Namensgeberin der Elisabeth-Rösler-Straße in Waldniel.

## Sonstige Aktivitäten & Stiftungen
Rösler war bis zu seinem Tod Mitglied des Beirats Düsseldorf der Deutschen Bank AG. Die Bernhard Rösler-Stiftung trägt seinen Namen. Sie unterstützt nach eigenen Angaben bedürftige Betriebsangehörige der Rösler Draht AG, fördert die heimatliche Denkmalpflege, den Naturschutz und die Ausbildung begabter und finanziell bedürftiger Kinder.

### Gestüt Gebrüder Rösler
Die Gebrüder Rösler betrieben gemeinsam ein Gestüt als Rennstall, das von Bernhard Rösler nach ihrem Tod fortgeführt wurde. Sie gewannen dabei mehrfach bekannte Galopprennen, so 1951 mit dem berühmten Jockey Johannes Starosta auf Armgard den Preis der Diana, 1956 gewannen sie dort mit Liebeslied und 1963 mit Lis. 1960 gewannen sie das Deutsche Derby in Hamburg auf Alarich und 1971 noch einmal mit Lauscher. Nach dem Tod von Bernhard wurde das Gestüt Rösler aufgelöst.

### Stiftung einer Glocke für Sankt Anton
Im Jahre 1959 stiftete er der Kirche St. Anton in Amern die Glocke III. Die Glocke wurde von Hans Hüesker der Fa. Petit & Gebr. Edelbrock in Gescher in Westfalen gegossen und vom Erzbischof von Köln, Kardinal Josef Frings, geweiht. Die Beschreibung der Inschrift der aus Bronze gegossenen Glocke lautet:

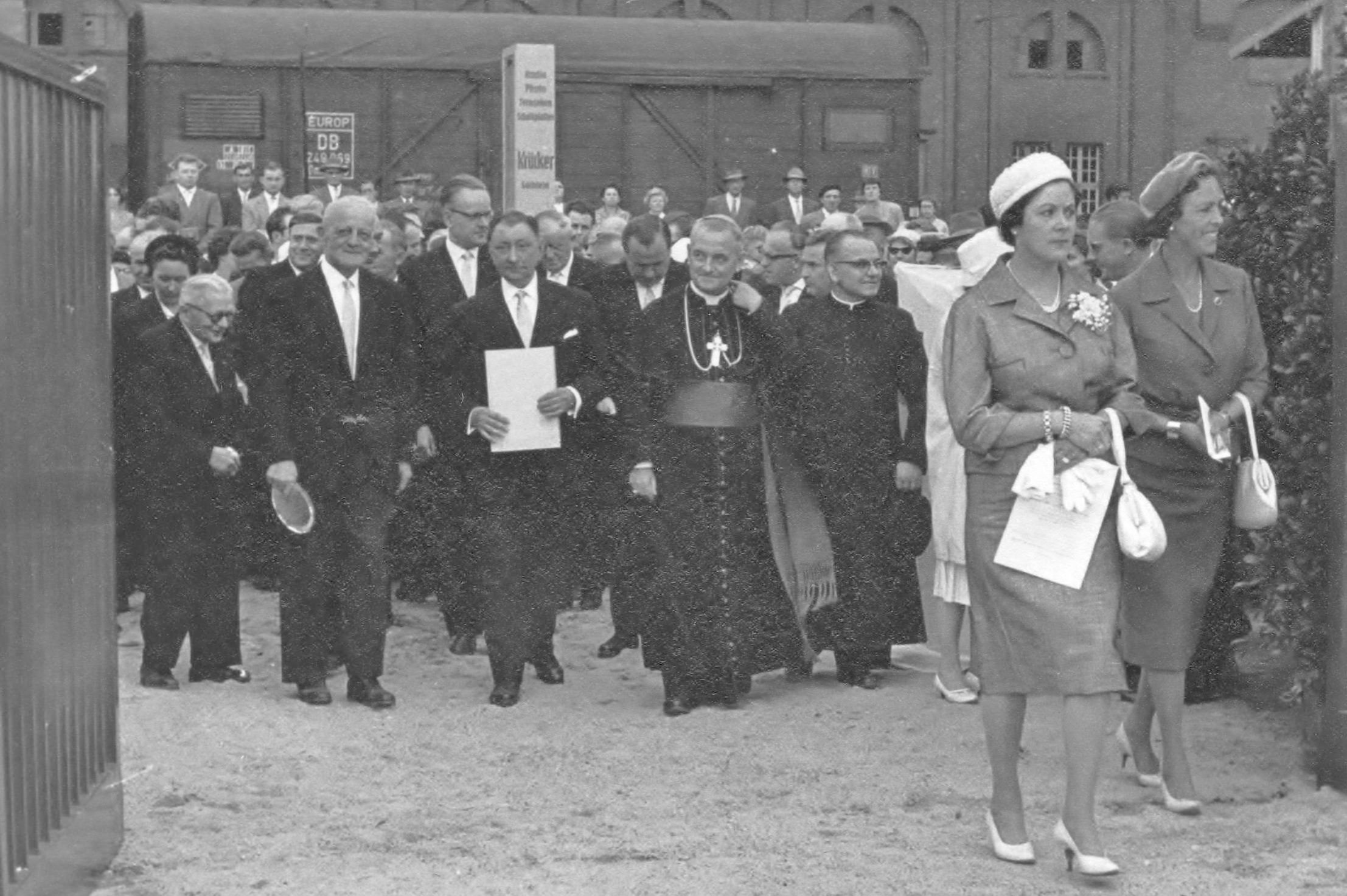
Ankunft der Glocke für Sankt Anton in Amern. In der Mitte mit Manuskript Bernhard Rösler, rechts neben ihm Kardinal Josef Frings, Erzbischof von Köln. Im Vordergrund Joyce Rösler. Die Bronzeglocke wurde von Rösler der Kirche gestiftet.

„Glocke III B E R N H A R D - G L O C K E
Am Mantel Wappen der Gemeinde Amern
und Bild: Hl. Bernhard von Clairveaux

LASS UNTER JESU KREUZ UNS STEHN,
LASS UNS ZU JESU MUTTER GEHN!
DASS UNSER HERZ ENTGEGENSCHLÄGT
DEM, DER DIE SCHLÜSSEL PETRI TRÄGT,
HILF, HEILIGER BERNARDUS!
GESTIFTET VON HERRN FABRIKANTEN
BERNHARD RÖSLER IN AMERN,
IM JAHRE DES HERRN 1 9 5 9“

## Ernennung zum Ehrenbürger

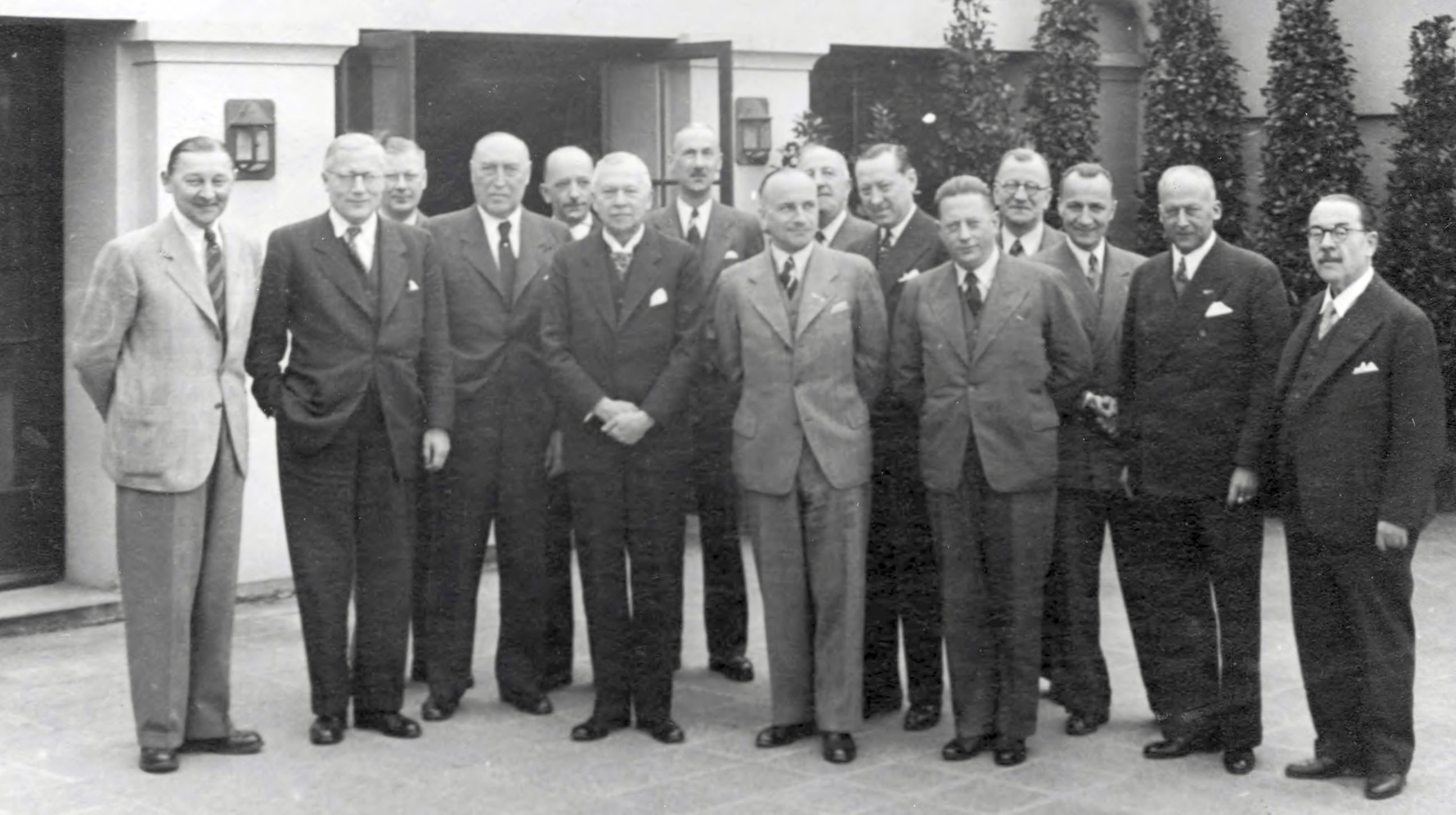
Industrielle vom Niederrhein im Industrie-Club Düsseldorf in den 1930er Jahren; ganz links ist Bernhard Rösler zu sehen, als vierter von links steht sein Onkel Willy. Im hellen Anzug in der Mitte Peter Klöckner, hinter ihm teilweise von ihm verdeckt Karl Jarres.

Am 3. November 1972 wurden ihm vom Gemeinderat der Gemeinde Schwalmtal aufgrund eines Beschlusses in der Sitzung vom 27. September 1972 die Ehrenbürgerrechte verliehen.

## Tod
Rösler starb am 2. Dezember 1973 nach einem Verkehrsunfall in der Universitätsklinik Düsseldorf an Herzversagen. Seine Aktien der Rösler-Draht AG gingen in eine Stiftung ein. Sein Nachfolger in der Leitung des Unternehmens wurde der Jurist Hans-Jörg Boms (* 23. Oktober 1939 in Dülken; † 11. Februar 2022 in Mönchengladbach), Vorstand in der Bernhard-Rösler Stiftung. Technischer Direktor wurde der auch als Vorstandsmitglied fungierende Michael Sartingen (* 1912).

## „Rösler-Draht umspannt die Welt“

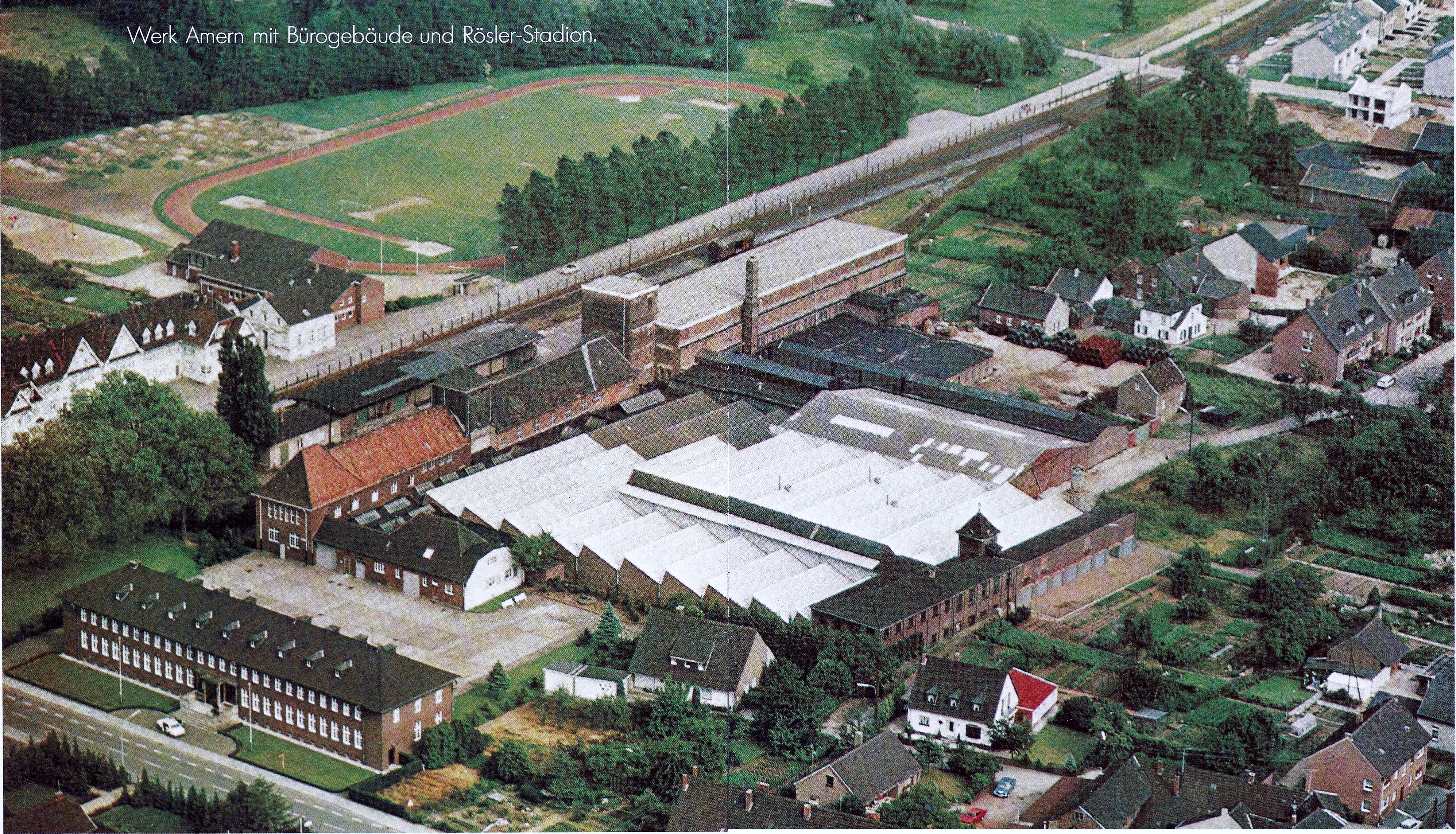
Die Niederlassung der Rösler-Drahtwerke in Amern mit der Hauptverwaltung und das Rösler Stadion Anfang der 1970er Jahre.

Die Rösler Draht AG wurde 1994 von der belgischen Bekaert AG übernommen.
Anfang der 1990er Jahre hatte sie etwa 700 Mitarbeiter; im Jahr 2000 waren es etwa 200 Mitarbeiter. Zum Jahresende 2009 wurden 80 der verbliebenen 125 Mitarbeiter entlassen.
Auf dem ehemaligen Gelände der Rösler-Draht AG wurden auf einer Fläche von ca. 125.000 m² bis zu 1.000 Menschen beschäftigt. Die intensive industrielle Nutzung des Geländes verursachte jedoch Probleme, weil Metallverarbeitung mit Umweltproblemen verbunden ist. Die Produktion ging kontinuierlich zurück, zurzeit werden nur noch 20.000 m² zur Herstellung von Bauzäunen benötigt.

## Familie Rösler

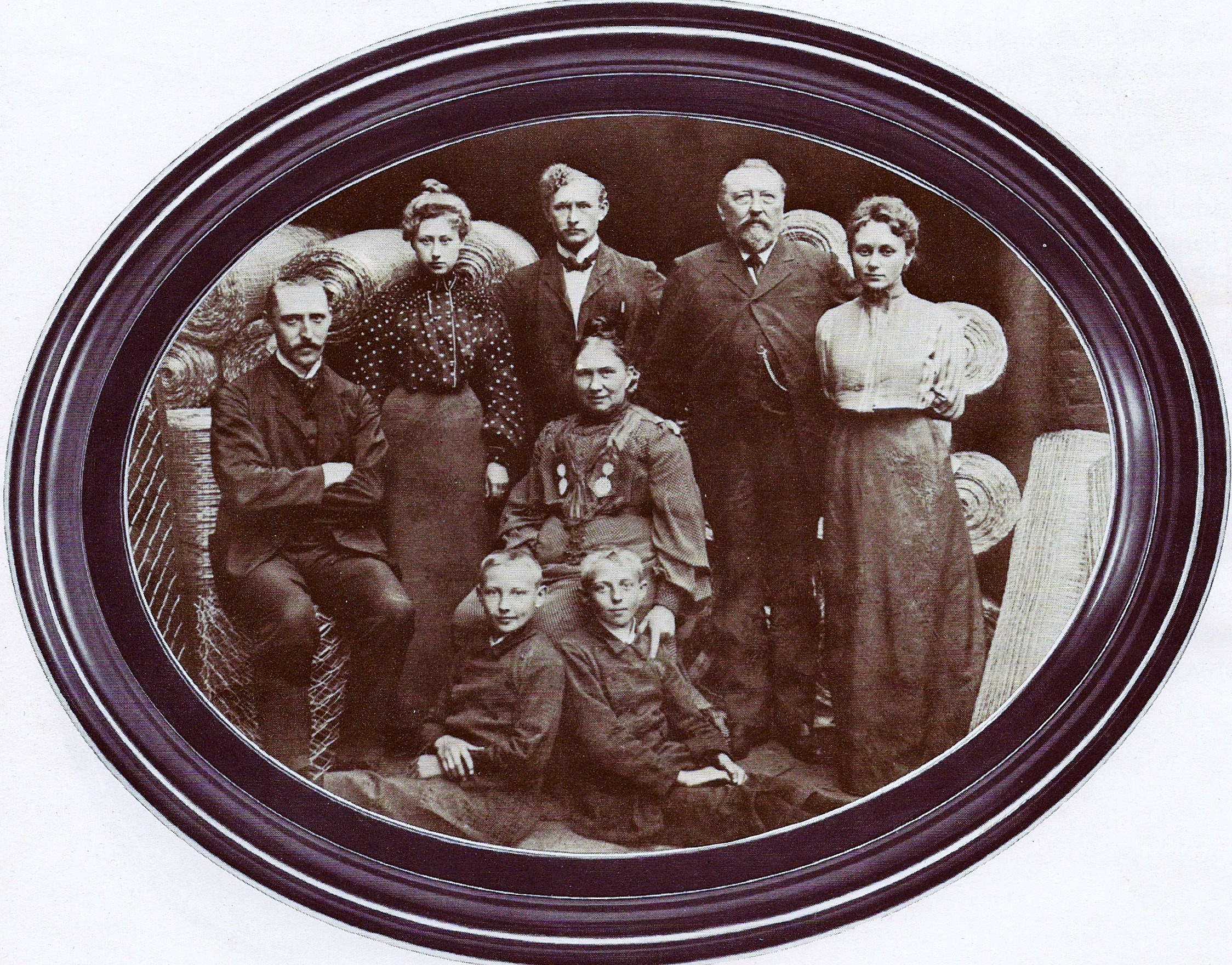
Familie Rösler um 1905
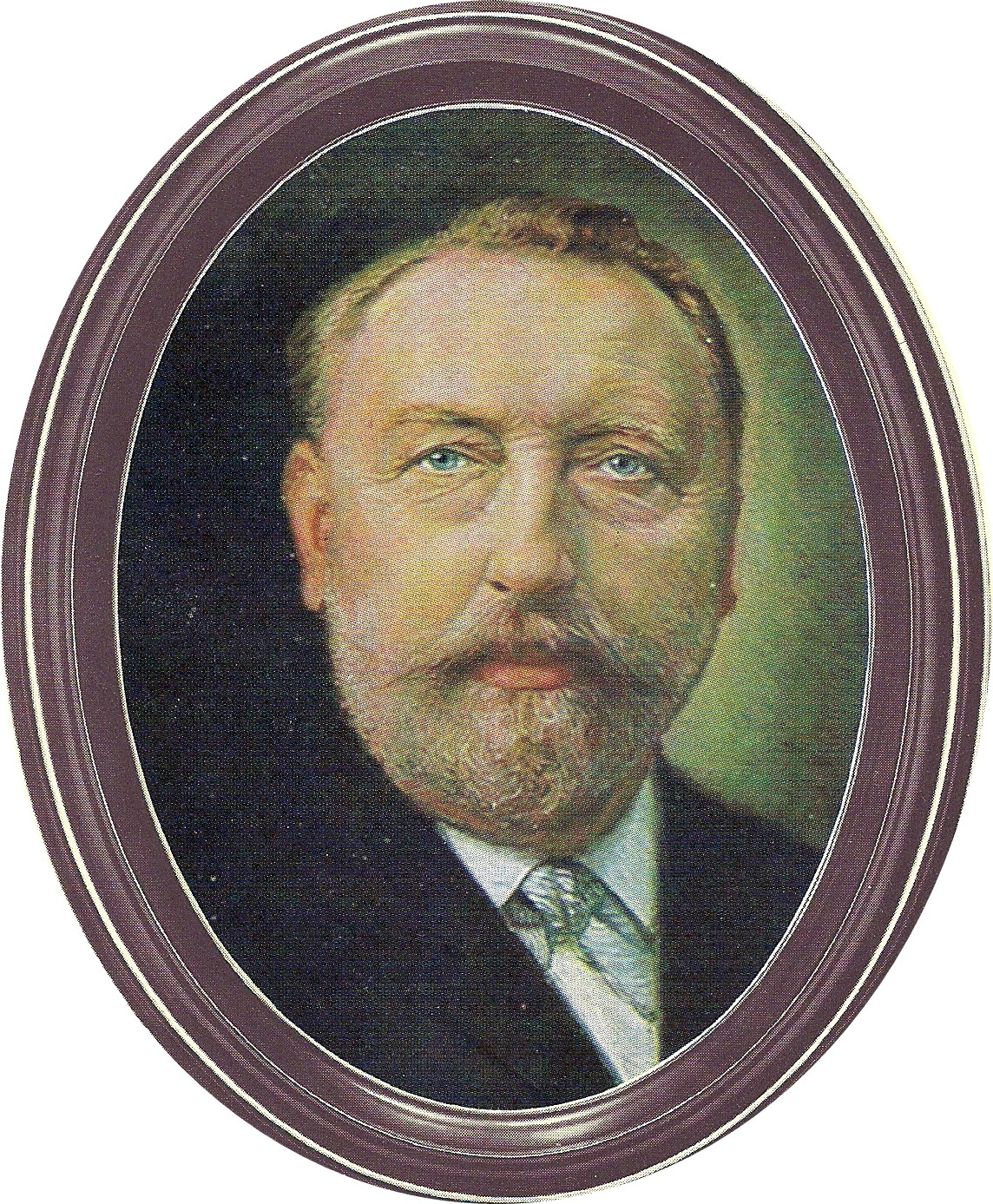
Jean Bernhard Rösler
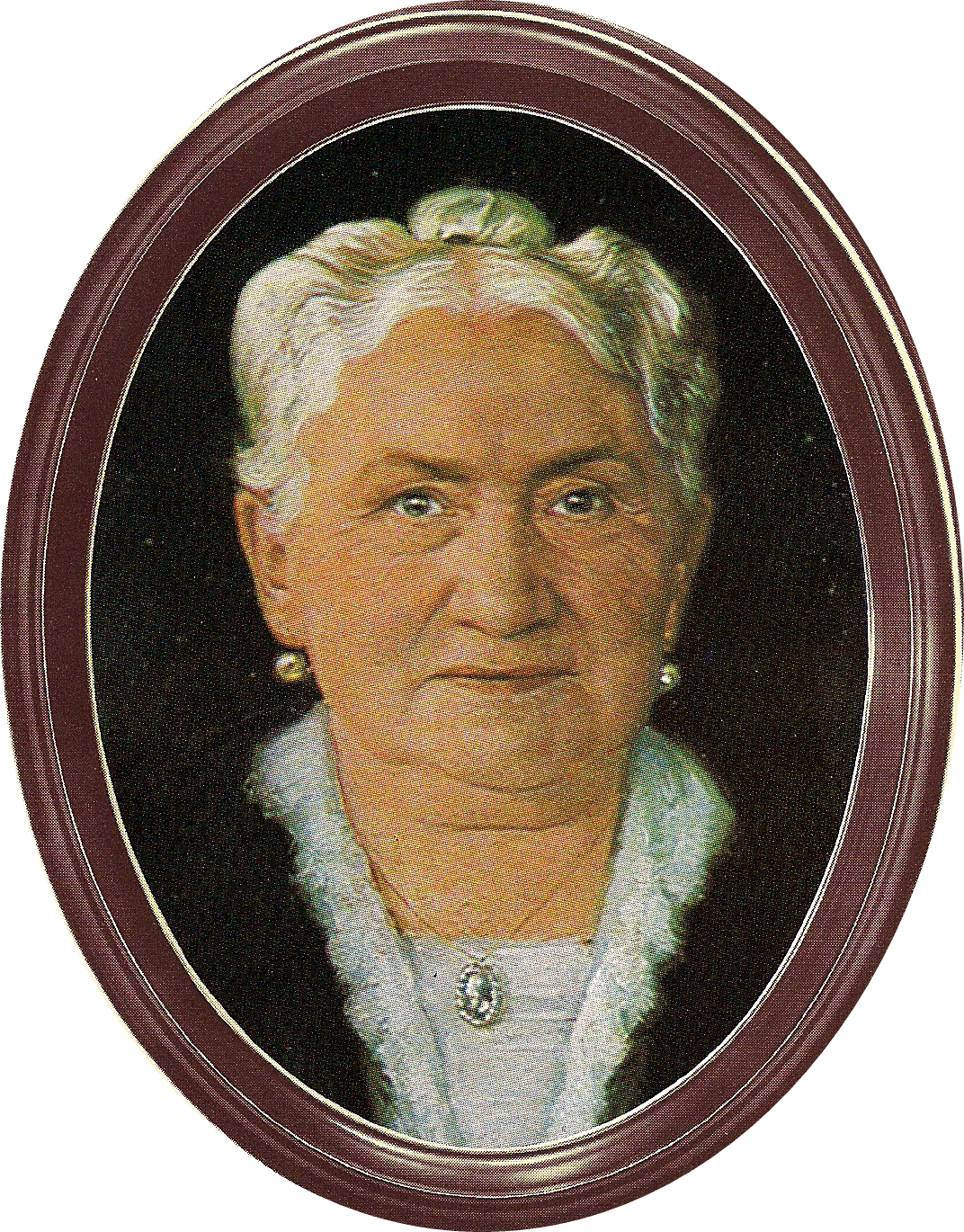
Elisabeth Rösler
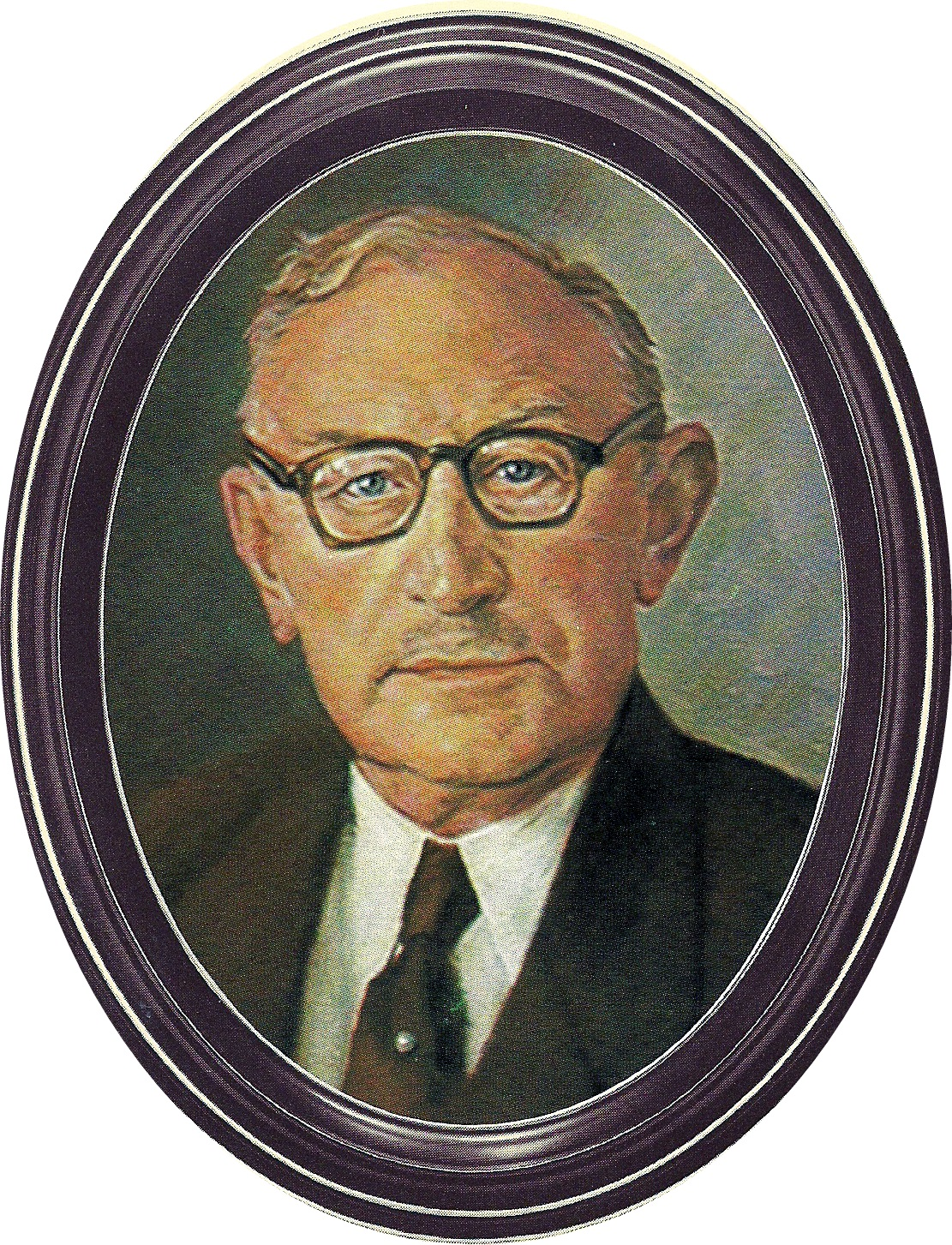
Josef Rösler
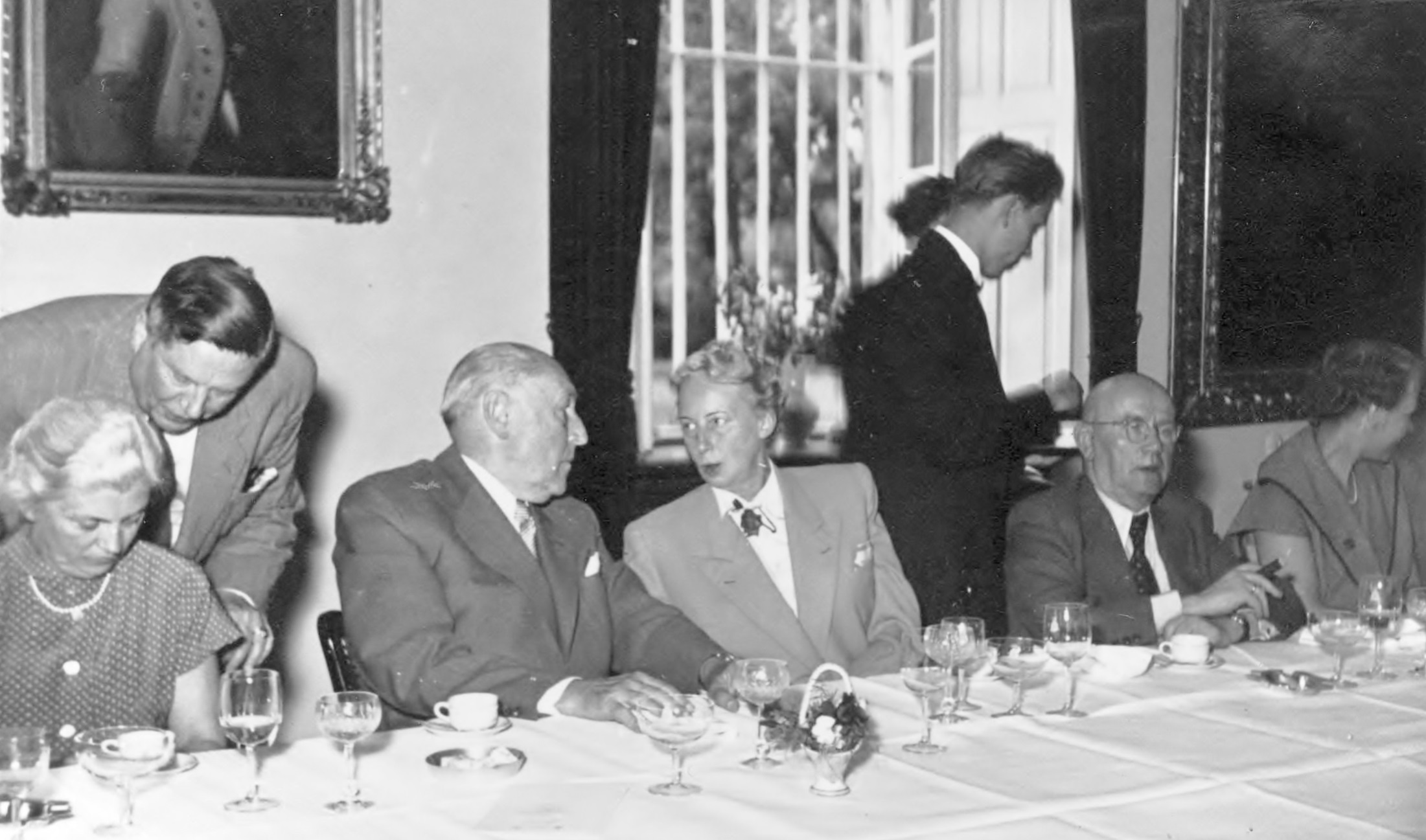
Willy Rösler (Dritter von links auf dem Foto) am 20. Juli 1953[A 1]
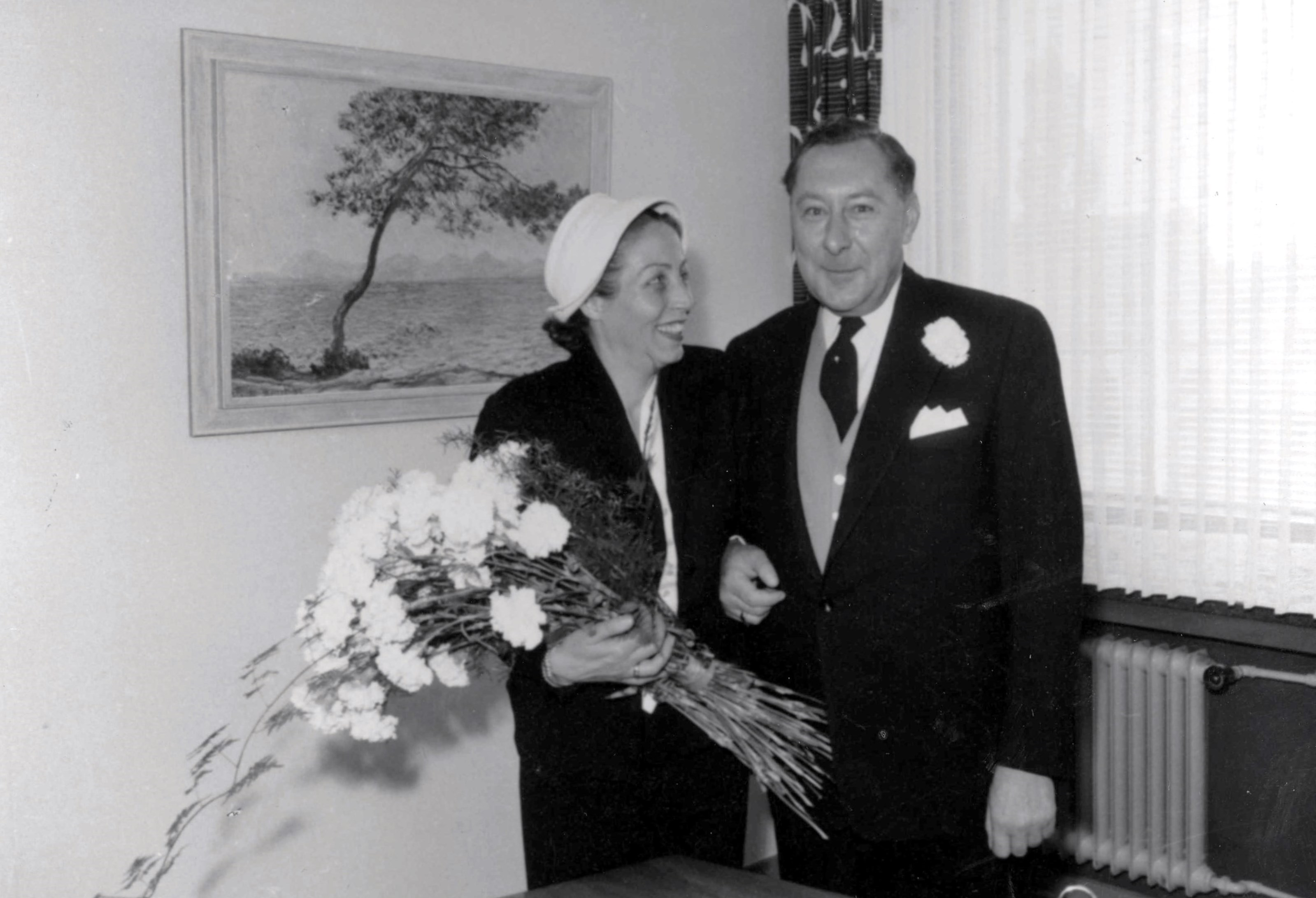
Hochzeitsfoto von Martha (geb. Schroer, USA) & Gustav Rösler vom 8. Juli 1945.[A 2]
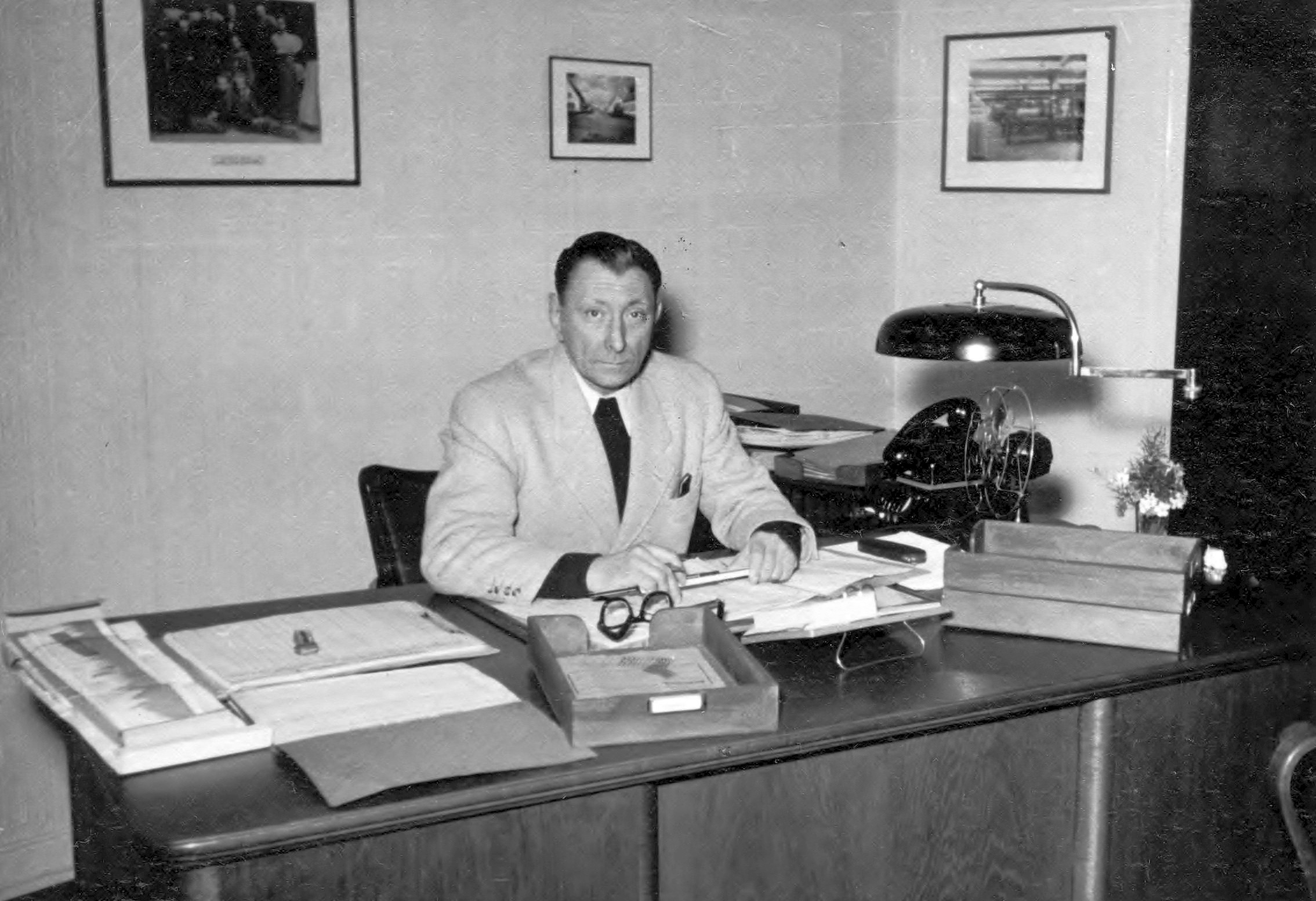
Bernhard Rösler am Schreibtisch in seinem Büro.
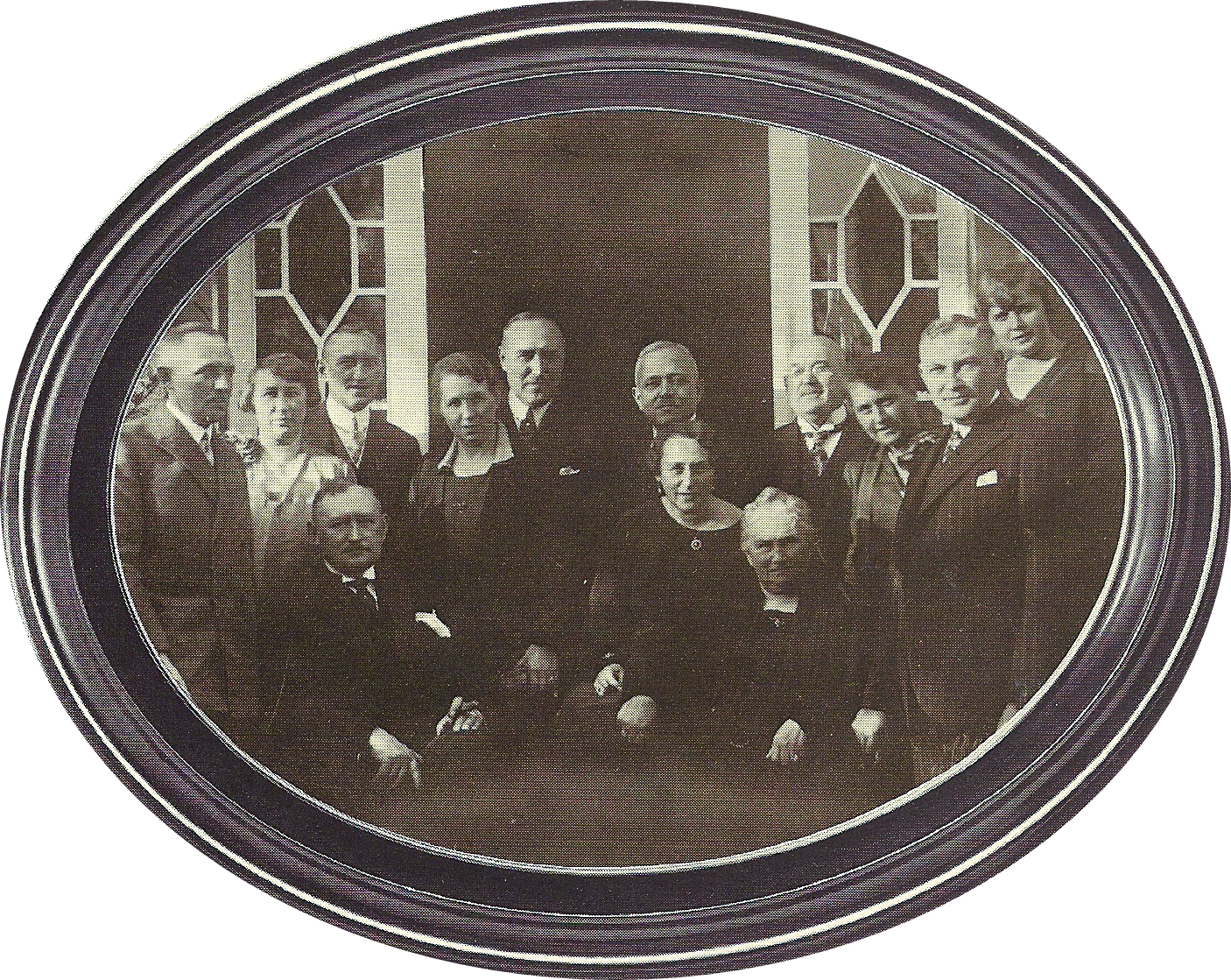
Familie Rösler nach dem 1. Weltkrieg